# Heinrich Fischer (Politiker, 1906)
Heinrich Fischer (* 14. Februar 1906 in Polaun; † 8. August 1976) war ein deutscher Volkswirt.

## Leben
Nach dem Besuch der Oberrealschule in Warnsdorf absolvierte Fischer einen einjährigen Abiturientenkurs an der Handelsakademie in Reichenberg. Anschließend hatte er kaufmännische Tätigkeiten in Prag und Paris inne.
Zwischen 1926 und 1928 studierte er dann Wirtschaftswissenschaften in Paris und war anschließend Korrespondent der Textilzeitung in Leipzig, bevor er dann dort sein Studium an der Universität Leipzig fortsetzte und 1930 mit dem Examen zum Diplom-Volkswirt abschloss. 1934 promovierte er in Leipzig mit dem Thema Die Statistik des französischen Kreditmarktes. Versuch einer kritischen Darstellung. Bis 1936 arbeitete er in einem bankwissenschaftlichen Büro in Paris und war als freier Mitarbeiter bei Zeitungen tätig. 1939 wurde er Sachbearbeiter in der Industrieabteilung der Wirtschaftskammer Thüringen und arbeitete von 1940 bis 1945 in einer kaufmännischen Tätigkeit in gemeinsamer Abteilung der Siemens & Halske AG und der Siemens-Schuckertwerke AG. Ehrenamtlich war er im Konsumgenossenschaftswesen tätig.
1936 wurde er Sekretär und Reorganisator bei der Konsumgenossenschaft in Chodau bei Karlsbad. Über Fischers Tätigkeit während des Zweiten Weltkriegs ist nichts bekannt. Ab 1946 war er am Wiederaufbau der Konsumgenossenschaften in Bayern beteiligt und seit der Neugründung des Verbands Bayerischer Konsumgenossenschaften (Prüfungsverband) geschäftsführendes Vorstandsmitglied.
Vom 4. Dezember 1947 bis zum 1. April 1956 war er Mitglied des Bayerischen Senats.